# Список храмов Твери

В Твери насчитывается более 30 культовых сооружений Русской православной церкви — соборов, храмов, часовен, монастырей. Они относятся к Тверской епархии Московского патриархата Русской православной церкви. Кроме того, в городе есть три церкви других конфессий — католический храм, мечеть, синагога. В Твери расположено епархиальное управление Тверской и Кашинской епархии РПЦ.
| Фотография                                                     | Название                                                                               | Местонахождение                                                                    | Координаты                                                     | Год основания                                                  | Современный статус                                             | Примечания                                                     |  |
| Соборы, храмы, монастыри и часовни Русской православной церкви | Соборы, храмы, монастыри и часовни Русской православной церкви                         | Соборы, храмы, монастыри и часовни Русской православной церкви                     | Соборы, храмы, монастыри и часовни Русской православной церкви | Соборы, храмы, монастыри и часовни Русской православной церкви | Соборы, храмы, монастыри и часовни Русской православной церкви | Соборы, храмы, монастыри и часовни Русской православной церкви |  |
| -------------------------------------------------------------- | -------------------------------------------------------------------------------------- | ---------------------------------------------------------------------------------- | -------------------------------------------------------------- | -------------------------------------------------------------- | -------------------------------------------------------------- | -------------------------------------------------------------- |  |
|                                                                | Воскресенский кафедральный собор                                                       | г. Тверь, ул. Баррикадная, 1                                                       | 56°51′05″ с. ш. 35°52′22″ в. д.                                |                                                                | Действующая (кафедральный собор)                               |                                                                |  |
|                                                                | Вознесенский собор                                                                     | г. Тверь, ул. Советская, 26                                                        | 56°51′34″ с. ш. 35°54′34″ в. д.                                | 1751                                                           | Действующая (архиерейское подворье)                            |                                                                |  |
|                                                                | Собор Белая Троица                                                                     | г. Тверь, ул. Троицкая, 38                                                         | 56°51′22″ с. ш. 35°53′14″ в. д.                                | XVI век                                                        | Действующая                                                    |                                                                |  |
|                                                                | Свято-Екатерининский женский монастырь                                                 | г. Тверь, Затверецкая набережная (ул. Кропоткина), 19/2                            | 56°51′49″ с. ш. 35°55′23″ в. д.                                |                                                                | Действующая                                                    |                                                                |  |
|                                                                | Христорождественский женский монастырь                                                 | г. Тверь, ул. Пролетарская, 1-а                                                    | 56°51′06″ с. ш. 35°52′24″ в. д.                                |                                                                | Действующий                                                    |                                                                |  |
|                                                                | Церковь Покрова Богородицы                                                             | г. Тверь, наб. реки Тьмаки, 1                                                      | 56°51′12″ с. ш. 35°54′05″ в. д.                                | 1765 год                                                       | действующая                                                    |                                                                |  |
|                                                                | Воскресенская церковь Трёх Исповедников                                                | г. Тверь, наб. Афанасия Никитина, 38                                               | 56°51′59″ с. ш. 35°54′18″ в. д.                                |                                                                | Действующая                                                    |                                                                |  |
|                                                                | Церковь Иоанна Предтечи                                                                | г. Тверь, Беляковский пер., 39 — 41                                                | 56°51′46″ с. ш. 35°52′25″ в. д.                                |                                                                | Действующая                                                    |                                                                |  |
|                                                                | Церковь Троицы Живоначальной,что за Волгой                                             | г. Тверь, ул. Шевченко, 1                                                          | 56°52′01″ с. ш. 35°54′51″ в. д.                                | 1734                                                           | Действующая                                                    | Восстанавливается                                              |  |
|                                                                | Церковь Казанской иконы Божией Матери                                                  | г. Тверь, Московское шоссе, 10                                                     |                                                                |                                                                |                                                                |                                                                |  |
|                                                                | Церковь в честь великомученика Никиты                                                  | г. Тверь, ул. Шишкова, 6                                                           | 56°52′08″ с. ш. 35°55′23″ в. д.                                |                                                                | Действующая                                                    | Восстанавливается с декабря 2018                               |  |
|                                                                | Церковь Рождества Богородицы                                                           | г. Тверь, ул. Вагжанова, 47                                                        | 56°51′10″ с. ш. 35°56′00″ в. д.                                |                                                                |                                                                |                                                                |  |
|                                                                | Скорбященская церковь                                                                  | г. Тверь, ул. Андрея Дементьева (Скорбященская, Володарского), 4                   | 56°51′06″ с. ш. 35°54′53″ в. д.                                |                                                                | Действующая                                                    |                                                                |  |
|                                                                | Собор Отроча монастыря                                                                 | г. Тверь, наб. Афанасия Никитина, 1                                                | 56°51′53″ с. ш. 35°55′01″ в. д.                                |                                                                | Действующая                                                    |                                                                |  |
|                                                                | Церковь Рождества Христова в Рыбаках                                                   | г. Тверь, ул. Вольного Новгорода, 11                                               | 56°51′38″ с. ш. 35°54′49″ в. д.                                |                                                                | Действующая                                                    |                                                                |  |
|                                                                | Церковь Рождества Христова в Мигалово                                                  | г. Тверь, Мигалово, Рябеевское шоссе, 1                                            |                                                                |                                                                |                                                                |                                                                |  |
|                                                                | Церковь Иосифа Волоцкого                                                               | г. Тверь, пос. Сахарово                                                            | 56°53′58″ с. ш. 36°03′08″ в. д.                                |                                                                |                                                                | Фамильный склеп Гурко                                          |  |
|                                                                | Церковь Владимирской иконы Божией Матери                                               | г. Тверь, Санкт-Петербургское шоссе                                                |                                                                |                                                                |                                                                |                                                                |  |
|                                                                | Церковь Михаила Архангела                                                              | г. Тверь, Санкт-Петербургское шоссе, 105. Тверская областная клиническая больница. |                                                                |                                                                |                                                                |                                                                |  |
|                                                                | Церковь Михаила Тверского                                                              | г. Тверь, стрелка рек Волги и Тьмаки                                               |                                                                |                                                                |                                                                |                                                                |  |
|                                                                | Скорбященская церковь (домовая церковь при Аваевской клинике)                          | г. Тверь, ул. Софьи Перовской, 54                                                  |                                                                |                                                                | Действующая                                                    |                                                                |  |
|                                                                | Церковь святителя Николая Чудотворца                                                   | г. Тверь, пос. Соминка                                                             |                                                                |                                                                |                                                                |                                                                |  |
|                                                                | Никольская церковь                                                                     | г. Тверь, 4-я ул. Красной Слободы, 26                                              |                                                                |                                                                | Действующая                                                    |                                                                |  |
|                                                                | Церковь Святителя Арсения                                                              | г. Тверь, мкр. Первомайский, ул. Строителей, 3                                     |                                                                |                                                                |                                                                |                                                                |  |
|                                                                | Домовая церковь в честь иконы Божией Матери «Помощница в родах»                        | г. Тверь, роддом № 1                                                               |                                                                |                                                                | Действующая                                                    |                                                                |  |
|                                                                | Домовая церковь священномученика Феоктиста                                             | г. Тверь, ул. Паши Савельевой, 25                                                  |                                                                |                                                                | Действующая                                                    |                                                                |  |
|                                                                | Домовая церковь во имя святителя Тихона Задонского при Епархиальной православной школе | г. Тверь, двор Пролетарки, 15                                                      |                                                                |                                                                |                                                                |                                                                |  |
|                                                                | Часовня Иоанна Кронштадтского                                                          | г. Тверь, пр-т Чайковского, 19                                                     |                                                                |                                                                | Действующая                                                    |                                                                |  |
|                                                                | Часовня великомученика - целителя Пантелеимона                                         | г. Тверь, наб. Степана Разина, 23 (Тверская областная детская больница)            |                                                                |                                                                |                                                                |                                                                |  |
|                                                                | Часовня Святителя Николая                                                              | с. Николо-Малица (б. Николо-Малицкий монастырь)                                    |                                                                |                                                                |                                                                |                                                                |  |
|                                                                | Часовня иконы Божией Матери «Всецарица»                                                | г. Тверь, ул. 15 лет Октября, 57/37 (Тверской областной онкологический диспансер)  |                                                                |                                                                | Действующая                                                    |                                                                |  |
|                                                                | Часовня иконы Божией Матери «Нечаянная радость»                                        | г. Тверь, ул. Фурманова, 12 (Тверской областной психоневрологический диспансер)    |                                                                |                                                                | Действующая                                                    |                                                                |  |
|                                                                | Часовня Иверской иконы Божией Матери                                                   | г. Тверь, Санкт-Петербургское шоссе, 76/1 (городская больница № 7)                 |                                                                |                                                                | Действующая                                                    |                                                                |  |
|                                                                | Часовня в честь иконы Божией Матери «Целительница»                                     | г. Тверь, ул. Маршала Конева, 71 (городская больница № 4)                          |                                                                |                                                                | Действующая                                                    |                                                                |  |
| Культовые сооружения других конфессий и религий                |                                                                                        |                                                                                    |                                                                |                                                                |                                                                |                                                                |  |
|                                                                | Храм Преображения Господня                                                             | г. Тверь, ул. Советская, д. 61                                                     |                                                                |                                                                |                                                                |                                                                |  |
|                                                                | Тверская соборная мечеть                                                               |                                                                                    |                                                                | 1906 год                                                       | действующая                                                    |                                                                |  |
|                                                                | Тверская синагога                                                                      | ул. Пушкинская, 22                                                                 | 56°51′19″ с. ш. 35°55′11″ в. д.                                | Открыта в 1913                                                 |                                                                | Построена в 1909—1912. Отреставрирована в 2004 году            |  |
|                                                                | Армянская Апостольская Церковь Сурб Арутюн (Святого Воскресения)                       |                                                                                    |                                                                | Освящение крестов в 2012 году                                  |                                                                |                                                                |  |